# Geometrijska sredina
Geometrijska sredina - je statistički pojam koji za neki skup označava n-ti korijen umnoška svih članova skupa. Kao i aritmetička sredina također mjera je središnje tendencije, a pretežno se koristi kao mjera prosječne brzine nekih promjena.
U matematičkoj notaciji za skup a1, a2, ..., an geometrijska sredina je {\displaystyle (a_{1}\cdot a_{2}\cdot \ldots \cdot a_{n})^{1/n}}, ili {\displaystyle {\sqrt[{n}]{a_{1}\cdot a_{2}\cdot \ldots \cdot a_{n}}}}.

## Primjer
S = (1, 4, 16)
Skup S ima 3 člana čiji umnožak iznosi 64, a geometrijska sredina iznosi 4 ( 4×4×4 = 64 ).
Geometrijska se sredina katkada naziva i "logaritamska" sredina.